# MV Arctic Sunrise
Le MV Arctic Sunrise est un navire océanographique renforcé pour la navigation dans les glaces appartenant à l'association écologique Greenpeace depuis 1995.

## Histoire
Il eut un accrochage avec le Nisshin Maru, baleinier japonais, lors d'une campagne anti-chasse en 2006.
Le 19 septembre 2013, tous les membres d'équipage de l’Arctic Sunrise ont été arrêtés par les autorités russes après avoir tenté d'aborder une plate-forme pétrolière en mer de Petchora pour protester contre des projets de forages en Arctique. 
La justice russe a inculpé les 30 militants — dont le capitaine Peter Willcox et 2 journalistes free-lance présents à bord pour couvrir l'action — de « piraterie en groupe organisé », un crime passible de quinze ans de prison. Ils ont été détenus à Mourmansk, puis à Saint-Pétersbourg, libérés sous caution, avant d'être finalement amnistiés. Le bateau, confisqué par les russes pendant un an, a été rendu à la suite de la décision du Russian investigative committee, sans doute forcée par la décision du Tribunal International du Droit de la Mer de Hambourg, même si la Russie avait indiqué qu'elle ne reconnaissait pas la juridiction du TIDM sur cette affaire étant donné qu'elle considérait cet acte comme de la piraterie - donc concernant les lois russes.

La cour internationale de justice de La Haye a condamné la Russie à payer des dommages aux Pays-Bas pour cette capture du navire, mais n'a pas encore indiqué le montant des dommages dus.

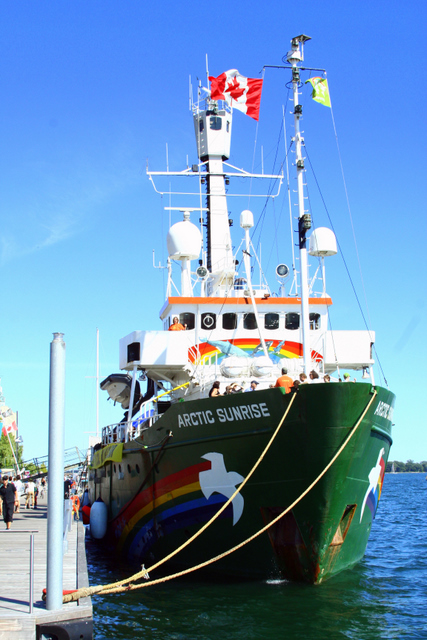
MV Arctic Sunrise.

## Postérité
Le MV Arctic Sunrise apparaît aux débuts du film Armageddon sorti en 1998.